# Кантабри

Кантабри на півночі Піренейського півострова. 300 до н.е.

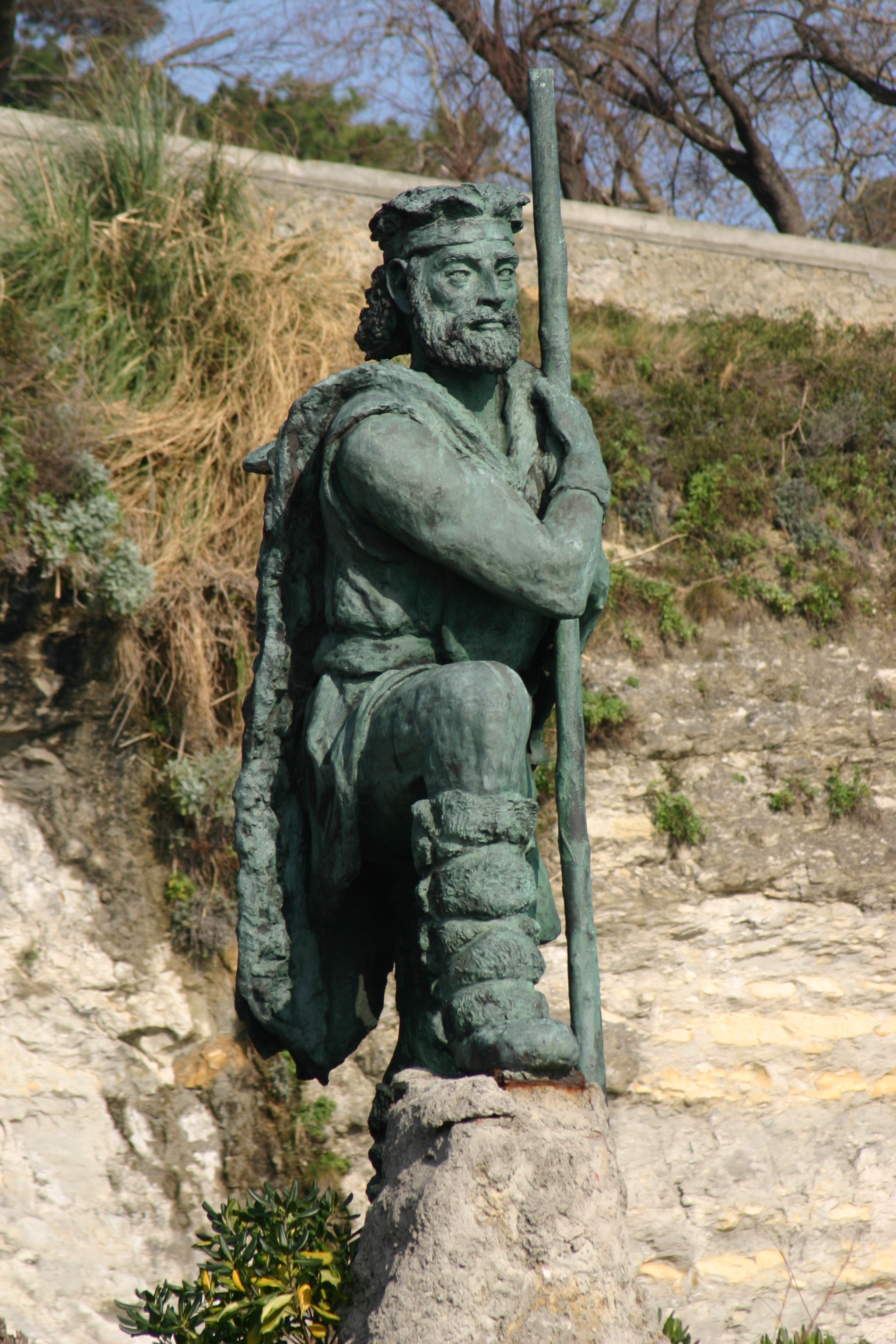
Памятник кантабру (Сантандер, Іспанія)

Канта́бри (лат. Cantabri; грец. Καντάβροι, Kantabroi, «горяни») — кельтський народ на півночі Піренейського півострова у IV ст. до н.е. — VIII ст. н.е. Згадуються в античних авторів, зокрема в «Географії» Страбона. Мешкали на теренах сучасної іспанської Кантабрії, назва якої походить від них, в районі Кантабрійських гір. Володіння були багаті на золото, срібло, залізну руду. Поділялися на племена, об'єднані у федерацію. Жили патріархально-родовим устроєм. Сповідували язичництво. У римських джерелах фіксуються з 207 до н.е. як найманці карфагенян у Другій Пунічній війні. Славилися як добрі вояки й злісні грабіжники. Разом із астурами безуспішно опиралися римській експансії (29–19 до н.е.). Після поразки їхні землі були інкорпоровані до складу римської провінції Тарраконська Іспанія. Погано піддавалися романізації, дотримувалися власних звичаїв, зокрема кувади; поступово прийняли християнство. Використовувалися римлянами як допоміжні війська, брали участь у римських війнах з британцями. Після падіння Римської імперії відбили вторгнення свевів у V ст., але через сторіччя були підкорені готами Сісебута. Поступово латинізувалися. Взяли участь у етногенезі іспанців (кантабрійців).

## Історія
- 29—19 до н.е.: Кантабрійські війни проти Риму. Завершилися поразкою й приєднанням кантабрійських та астурських земель до Римської імперії.